# Superfantagenio
Superfantagenio è un film del 1986 diretto da Bruno Corbucci.
La pellicola ha come protagonisti Bud Spencer e Luca Venantini.

## Trama
Durante una battuta di pesca a Miami, un gruppo di pescatori ritrova una vecchia lampada ad olio che poi viene venduta a Tony, rigattiere che impiega nel suo negozio un ragazzino di 15 anni di nome Al Haddin. Al è orfano di padre e con una madre costretta a lavorare come cantante in un malfamato locale gestito da Monty Siracusa, il boss mafioso locale della città. Lucidando la lampada, Al vede apparire dal nulla un uomo gigantesco in abiti orientali, che si rivelerà essere il genio della lampada delle fiabe. I due diventano amici e Al ordina al genio di essere invisibile per tutti, tranne che per lui. Al gli confessa inoltre di essere innamorato di Patrizia, figlia del sergente O'Connor e fidanzata con Red Fostner, un bullo del suo quartiere. L'incontro tra Al e Red si conclude con un pestaggio da parte del bullo ma Al, dopo aver espresso al genio il desiderio di picchiarli, ottiene la sua rivincita, mettendo fuori combattimento lui e la sua banda.
Al ordina poi al genio di fargli da autista e di riportarlo a casa a bordo di una Rolls-Royce rossa, che quest'ultimo fa apparire dal nulla e che, di fronte al traffico cittadino e su ordine del ragazzo, fa sollevare in volo. Al decide così di ospitare il genio a casa sua, felice di poter contare sui suoi nuovi poteri, che utilizza per divertirsi e migliorare il suo stile di vita. A casa del ragazzo irrompono però due sicari di Siracusa, armati di mazze e in cerca del nonno di Al, che ha con il loro capo debiti di gioco. Non trovandolo i due malfattori iniziano a demolire la casa. Al ordina così al Genio di immobilizzarli e di trasformali in scarafaggi, dopo aver magicamente riportato alla normalità tutto ciò che i due scagnozzi hanno distrutto.
Tuttavia la lampada e il genio hanno una debolezza: il genio di notte perde tutti i suoi poteri e si trasforma in un uomo normale. Dopo una passeggiata con Patrizia, Al viene rapito da una banda di trafficanti di esseri umani. Intanto il genio viene fermato perché sorpreso a guidare contromano e portato nella centrale di polizia. Il mattino dopo il genio viene evocato da Al e, giunto in suo soccorso, libera tutti i bambini rapiti dai trafficanti e conclude l'opera trasformando la banda di malviventi in maiali. Mentre Al ed il genio si ritrovano in pizzeria per festeggiare la liberazione, irrompono gli uomini di Siracusa, che esigono dal padrone del locale i soldi del racket; interviene quindi il genio, che li mette in fuga a suon di pugni.
Il sergente, dopo aver visto sparire il genio davanti ai suoi occhi, riferisce tutto al capo della polizia, che subito fa sottoporre il genio ad ogni tipo di analisi ed esperimenti scientifici e stavolta tocca ad Al aiutarlo a scappare prima che faccia buio. Ma ormai è notte, il genio è diventato un uomo normale, ma ciò non gli impedisce di scagliarsi contro il boss per salvare i parenti di Al dalla sua vendetta. Il capo della polizia intanto, venuto a sapere dei poteri magici del genio, chiede a quest'ultimo di trasformarlo nell'uomo più potente della Terra. Il genio non acconsente ed è costretto a scappare insieme ad Al, volando su di un tappeto. I due vengono inseguiti dagli elicotteri dell'esercito, ma li neutralizzano facilmente, trasformandoli in mongolfiere. Scampato il pericolo il genio chiede ad Al di gettare la lampada nella Fossa delle Bermude, dove nessuno potrà più trovarla, ma Al non accetta l'idea che il genio possa sparire, ed esprime il suo ultimo desiderio: quello di trasformarlo in un essere umano ed averlo insieme a sé come uomo, ma soprattutto come amico.

## Influenza culturale
Il film ha ispirato il titolo dell'album d'esordio del rapper Niccolò Mariani, in arte Nicky Rublo, pubblicato nel 2016 con l'etichetta musicale Snob Lab.